# 昂德库尔莱卡尼库尔
昂德库尔-莱卡尼库尔（法語：Hendecourt-lès-Cagnicourt，法語發音：[ɑ̃dkuʁ lɛ kaɲikuʁ]，意为“卡尼库尔附近的昂德库尔”）是法国上法蘭西大區加来海峡省的一个市镇，属于阿拉斯区。

## 地理
昂德库尔-莱卡尼库尔（50°12'36"N, 2°56'54"E）面积8.86 平方千米，位于法国上法蘭西大區加来海峡省，该省份为法国北部沿海省份，西北濒北海，南至索姆省，东临北部省。
与昂德库尔-莱卡尼库尔接壤的市镇（或旧市镇、城区）包括：阿图瓦地区维斯、里安库尔-莱卡尼库尔、比勒库尔、卡尼库尔、谢里西、方丹莱克鲁瓦西耶、欧库尔。
昂德库尔-莱卡尼库尔的时区为UTC+01:00、UTC+02:00（夏令时）。

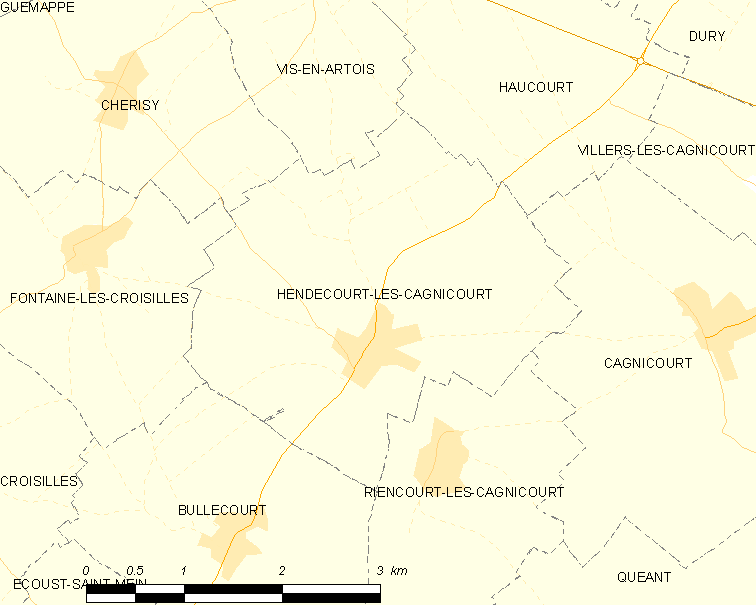
昂德库尔-莱卡尼库尔的OSM定位图

## 行政
昂德库尔-莱卡尼库尔的邮政编码为62182，INSEE市镇编码为62424。

## 政治
昂德库尔-莱卡尼库尔所属的省级选区为布勒比耶尔县。

## 人口

1962-2008年间昂德库尔-莱卡尼库尔人口变化图示

昂德库尔-莱卡尼库尔于2022年1月1日时的人口数量为297人。